# Luiz Alberto Mendes
Luiz Alberto Mendes (São Paulo, 4 de maio de 1952 - São Paulo, 8 de abril de 2020) foi um escritor paulistano conhecido por suas obras autobiográficas que retratam suas experiências no sistema prisional. Sua trajetória é marcada pela transição de uma vida ligada à criminalidade para a carreira literária.

## Biografia
Mendes nasceu em 1952, no bairro Vila Maria e passou boa parte da vida entre reformatórios e penitenciárias. Já aos 7 anos roubava por diversão. O pai, alcoólatra, o espancava, levando-o a fugir de casa aos 11 anos, indo morar nas ruas. Foi preso várias vezes desde os 12 anos, mas sempre acabava fugindo. Foi processado 47 vezes e condenado 19, somando mais de 100 anos de pena. Aos 19 anos, entrou em um posto de gasolina e anunciou um assalto. Um segurança reagiu e, na troca de tiros, acabou ferido mortalmente. Mendes acabou preso e condenado a 78 anos de prisão. Já encarcerado, teve sua pena aumentada após matar um outro prisioneiro que o tentou estuprar.
Durante a epidemia da AIDS, Mendes presenciou o péssimo tratamento que os doentes recebiam na cadeia. Começou a trabalhar com os infectados e conheceu uma enfermeira travesti chamada Michele Caolha, que o apresentou aos livros. Tomou gosto pela escrita através de cartas que enviava para fora do presídio. Começou a ler até 10h por dia e, mais tarde, a dar aulas dentro da prisão.
Cumpriu 31 anos e 10 meses de prisão por roubo e homicídio. No cárcere, continuou cometendo crimes e somou mais de cem anos de pena. Em 2004, saiu da prisão e continuou escrevendo, dando aulas e palestras e ministrando cursos e oficinas para presidiários.
Em 1º de abril de 2020, foi internado em estado grave após sofrer um aneurisma. Morreu uma semana depois, no dia 8.

## Formação Acadêmica
Em 1981, completou o ensino médio através de exames supletivos. No ano seguinte, prestou vestibular dentro da penitenciária para o curso de Direito da Pontifícia Universidade Católica de São Paulo (PUC-SP), obtendo a primeira colocação entre 5.000 candidatos para 450 vagas. Em 1984, conseguiu autorização para frequentar as aulas presencialmente, período durante o qual teve participação ativa na vida acadêmica, incluindo representação estudantil.

## Carreira literária
Através do dramaturgo Fernando Bonassi, que escrevia o roteiro de Carandiru e realizava ações de incentivo à leitura e escrita no presídio, o médico e escritor Dráuzio Varella conheceu Mendes e recebeu dele, em 1999, os rascunhos de Memórias de um Sobrevivente. Varella levou os escritos para a editora Companhia das Letras, que decidiu publicar o livro. A obra foi escrita totalmente à mão dentro do presídio e foi publicada enquanto o autor ainda estava cumprindo pena. Memórias de um Sobrevivente traz histórias do tempo em que Mendes esteve atrás das grades. Lançado em 2001, o livro foi um sucesso de vendas. No mesmo ano, o escritor começou a ser colunista da Revista Trip. Mendes ainda publicaria mais duas obras pela Cia. das Letras, Às Cegas, em 2005, e Confissões de um Homem Livre, em 2015.
Em entrevista ao Museu da Pessoa, Mendes fez uma declaração sobre como a literatura impactou sua vida:
Na medida que eu tomei contato com as letras, com os códigos de comunicação, de relacionamento das pessoas, e comecei a dominar esses códigos, eu já não tive mais necessidade de agredir e nem de fazer mais nada contra ninguém.

## Obras publicadas
. Memórias de um sobrevivente, Companhia das Letras, 2001
. Tesão e prazer: memórias eróticas de um presidiário, Geração Editorial, 2004
. Às cegas, Companhia das Letras, 2005
. Cela forte, Editora Global, 2012
. Desconforto, Editora Reformatório, 2014
. Confissões de um homem livre, Companhia das Letras, 2015